# Lomtjärnen (Torps socken, Medelpad, 691012-152744)
Lomtjärnen är en sjö i Ånge kommun i Medelpad och ingår i Ljungans huvudavrinningsområde. Sjöns area är 0,035 kvadratkilometer och den befinner sig 415 meter över havet.